# Габриэль, Тати
Татьяна Габриэль Хобсон (англ. Tatiana Gabrielle Hobson; родилась 25 января 1996), более известна как Тати Габриэль (англ. Tati Gabrielle) — американская актриса. Наиболее известна за роли Гайи в телесериале «100», Пруденс в «Леденящих душу приключениях Сабрины», Мариэнн Бэллами в «Ты» и озвучивание Уиллоу Парк в «Доме совы».

## Ранняя жизнь
Габриэль родилась 25 января 1996 года в Сан-Франциско, Калифорния. Её отец афроамериканец, а мать родилась в Южной Корее и была удочерена афроамериканской семьей.

## Карьера
Впервые Татьяна снялась в короткометражном фильме To Stay the Sword. В 2015 она переехала в Лос-Анджелес. В том же году Габриэлле снялась в мини-фильме Tatterdemalion, а в 2016 в Just Jenna.
Впервые свой псевдоним она использовала в 2016 году, когда она снялась в роли Вэки Джэки в сериале «Кей Си. Под прикрытием». Позже Тати появилась в 67 эпизоде телесериала «Грозная семейка».
В 2017 Габриэлле снялась в драме «100». В том же году она участвовала в «Измерение 404». Габриэлле озвучивала Эдди в мультфильме «Эмоджи фильм».
В марте 2018 Тати сыграла роль Пруденс в «Леденящие душу приключения Сабрины». В 2020 году она снялась в главной роли для третьего сезона психологического триллера «Ты». В 2022 Габриэлле сыграла Джоан Брэддок в фильме «Анчартед: На картах не значится».
В 2024 Тати была объявлена в роли главной героини предстоящей игры от Naughty Dog под названием «Intergalactic: The Heretic Prophet». Актрисе предстоит сыграть охотницу за головами по имени Джордан, застрявшую на планете, связь с которой была потеряна 600 лет назад. 

## Фильмография
| Год             | Название                           | Роль                | Примечания                                          |
| --------------- | ---------------------------------- | ------------------- | --------------------------------------------------- |
| 2014            | To Stay the Sword                  | Китинг              | Короткометражные; указана под своим реальным именем |
| 2015            | Tatterdemalion                     |                     | Короткометражные; указана под своим реальным именем |
| 2016            | Just Jenna                         | Моника              | Указана под своим реальным именем                   |
| 2016            | Кей Си. Под прикрытием             | Вэки Джэки          | Эпизод 41                                           |
| 2016            | Грозная семейка                    | Хэксо               | Эпизод 67                                           |
| 2017-2020       | 100                                | Гайя                | Главная роль, 23 эпизода (сезоны 4-7)               |
| 2017            | Измерение 404                      | Сестра Аманды       |                                                     |
| 2017            | Эмоджи фильм                       | Эдди (голос)        |                                                     |
| 2017            | Freakish                           | Бёрди               | 4 эпизода                                           |
| 2017            | Tarantula                          | (голос)             | 4 эпизода                                           |
| 2018-2020       | Леденящие душу приключения Сабрины | Пруденс Блэквуд     | Главная роль                                        |
| 2020-наст.время | Дом совы                           | Уиллоу Парк (голос) |                                                     |
| 2021—наст.время | Ты                                 | Мариенн Беллами     | Главная роль (сезон 3)                              |
| 2022            | Анчартед: На картах не значится    | Джоан Брэддок       |                                                     |
| 2023            | Калейдоскоп                        | Ханна Ким           | Главная роль                                        |
| 2025            | Одни из нас                        | Нора                |                                                     |